# モナスティラキ駅
モナスティラキ駅 (ギリシア語: Σταθμός Μοναστηρακίου) は、ギリシャ、アテネの中心部、モナスティラキに位置するアテネ地下鉄の駅である。アテネ地下鉄1号線（地上駅）とアテネ地下鉄3号線（地下駅）の乗り換え駅になっている。駅の南側は歴史地区となっており、アテナイのアクロポリスやアテナイのアゴラなどの最寄り駅でもある。
駅のあるモナスティラキ地区は蚤の市で有名でもあり、駅周辺は服飾や日用品から土産物屋まで、多くの商店や飲食店が建ち並んでいる。駅前のモナスティラキ広場には10世紀に建てられたパンタナサ聖堂（Παναγία Παντάνασσα）の廃墟がある。